# Mitobronitol
Mitobronitol (1,6-dibromo-1,6-dideoxy- D -mannitol) là một chất tương tự brom hóa của mannitol. Nó là một loại thuốc chống ung thư được phân loại là một tác nhân kiềm hóa.